# 로얄 코펜하겐

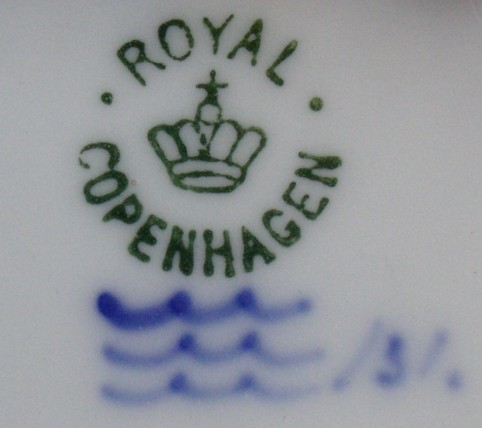

로얄 코펜하겐(Royal Copenhagen)은 덴마크의 도자기 메이커이다.